# Финал Кубка Англии по футболу 1872
Финал Кубка Англии по футболу 1872 года — футбольный матч между командами «Уондерерс» и «Ройал Энджинирс», прошедший 16 марта 1872 года на лондонском стадионе «Кеннингтон Овал». Этот матч был финалом первого Кубка вызова Футбольной ассоциации, а также окончанием первого розыгрыша старейшего в футбольной истории турнира. Пятнадцать команд участвовали в этом историческом турнире, и «Уондерерс» вышли в финал, выиграв матч только одной стадии из четырёх (это раньше было позволено правилами).
В финале две тысячи зрителей увидели только один гол, забитый на 15-й минуте игроком «Уондерерса» Мортоном Беттсом, игравшего под псевдонимом A.H. Chequer. «Ройал Энджинирс» использовали в матче инновационное для того времени искусство паса, позже названного «комбинационной игрой», тогда как «Уондерерс» делали ставку на дриблинг. Несмотря на это, «Ройал Энджинирс» так и не смогли сравнять счёт, позволив «Уондерерсу» выиграть кубок. Сам трофей победители получили только месяц спустя на торжественном ужине в ресторане Pall Mall.

## По пути к финалу

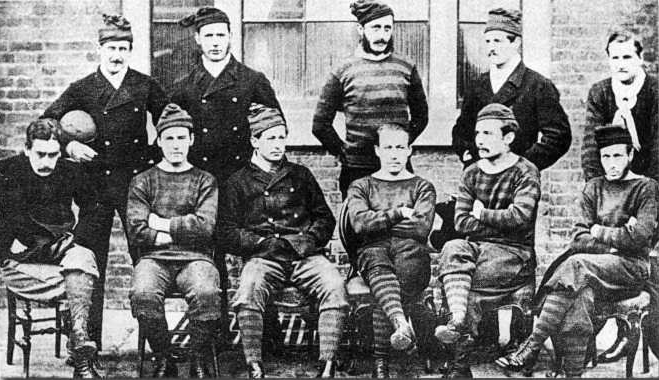
«Ройал Энджинирс» в 1871 году. Восемь из изображённых на иллюстрации игроков участвовали в этом матче

Футбольные клубы «Уондерерс» и «Ройал Энджинирс» входили в число пятнадцати команд, которые участвовали в первом розыгрыше Кубка Англии. В первом раунде «Уондерерс» был сведён жеребьёвкой с «Харроу Чекерс», составленный из бывших учеников школы Харроу. В свою очередь, «Ройал Энджинирс» оказался в паре с «Райгейт Прайори». Оба будущих финалиста должны были проводить свои матчи первого раунда дома. Однако ни один матч так и не состоялся, поскольку противники снялись с соревнований, поэтому «Уондерерс» и «Ройал Энджинирс» автоматически вышли в следующую стадию.
Во втором раунде обе команды играли в гостях и завершили свои матчи победами: в декабре «Уондерерс» обыграл «Клэпем Роверс» со счётом 3:1, а в следующем месяце «Энджинирс» победил «Хитчин» со счётом 5:0.
В четвертьфинале «Уондерерс» закончил безголевой ничьей матч с «Кристал Пэлас». Однако вместо переигровки обе команды прошли в полуфинал соревнования. Этому поспособствовало одно из тогда существовавших правил, позволявшее в случае ничейного матча либо назначать переигровку, либо, по усмотрению организационного комитета, квалифицировать обе команды в следующий раунд. В этом же раунде «Энджинирс» победил «Хампстед Хитенс» со счётом 2:0.
В полуфинале «Уондерерс» должен был принять у себя ведущий шотландский футбольный клуб «Куинз Парк», который, благодаря отказам соперников от игр или отсутствиям таковых, достиг этой стадии, не проведя ни одного матча. По правилам все полуфиналы и финал должны были пройти на лондонском стадионе «Кеннингтон Овал» и, после нулевой ничьи в первом матче, шотландский клуб не смог совершить достаточно длительную поездку из Глазго во второй раз. Это гарантировало клубу «Уондерерс» попадание в финал. На этой же стадии  «Ройал Энджинирс» сначала сыграл в нулевую ничью, а потом в переигровке забил три безответных мяча в ворота «Кристал Пэлас».
| Противник «Уондерерс» | Результат       | Переигровка     | Стадия        | Противник «Ройал Энджинирс» | Результат       | Переигровка     |
| --------------------- | --------------- | --------------- | ------------- | --------------------------- | --------------- | --------------- |
| Харроу Чекерс         | Отказ соперника | Отказ соперника | 1 раунд       | Райгейт Прайори             | Отказ соперника | Отказ соперника |
| Клэпем Роверс         | 3:1             | —               | 2 раунд       | Хитчин                      | 5:0             | —               |
| Кристал Пэлас         | 0:0             | —               | Четвертьфинал | Хампстед Хитенс             | 2:0             | —               |
| Куинз Парк            | 0:0             | Отказ соперника | Полуфинал     | Кристал Пэлас               | 0:0             | 3:0             |

## Матч

### Обзор

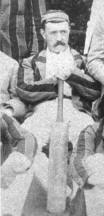
Автор единственного гола в игре Мортон Беттс

В XIX веке игра в футбол была больше нацелена на атаку, чем на оборону. Такие же установки были и в этот раз: «Ройал Энджинирс» играл с семью нападающими, «Уондерерс» — с восемью. Нападающий «Уондерерс» Мортон Беттс играл под псевдонимом A. H. Chequer, ссылаясь на принадлежность клубу «Харроу Чекерс». Согласно некоторым источникам, Беттс играл под псевдонимом, чтобы скрыть свой переход в «Уондерерс», будучи зарегистрированным как игрок «Харроу Чекерс» и не имея возможности менять клуб по ходу сезона. Однако это не похоже на правду, потому что в XIX — начале XX века клубы не регистрировали игроков на весь сезон и поэтому один игрок мог несколько раз в году менять клубы. Например, Катберт Оттауэй, будущий капитан сборной Англии, сыграл в сезоне 1871/72 за два разных клуба без каких-либо проблем.
Капитан «Уондерерс» Чарльз Уильям Олкок выиграл с помощью подбрасывания орлянки право выбирать ворота. Олкок выбрал ворота со стороны Харлифорд Роуд, что дало «Уондерерс» преимущество перед «Ройал Энджинирс», так как «королевским инженерам» пришлось играть против солнца и ветра. В самом начале игры игрок «Ройал Энджинирс» Эдмунд Кресуэлл получил перелом ключицы. Он отказался покидать поле и всё оставшееся время игры играл вполсилы, тем самым создав ощущение, что у «королевских инженеров» просто нет линии полузащиты. «Уондерерс» выбрал тактику с использованием дриблинга, тогда как игроки «Энджинирс» играли в пас. Позже такой стиль игры стал называться «комбинационной игрой», что во времена начала развития футбола считалось чем-то новым.
Первые 15 минут «Уондерерс» владел инициативой, и в результате открыл счёт. Мортон Беттс забил с острого угла после дальнего прохода Уолпола Вайдала. По правилам того времени, команды должны были меняться воротами после каждого гола, но «Энджинирс» так и не смог остановить доминирование «Уондерерс» на поле, «хотя солнце и ветер были за их спинами». Через двадцать минут Олкок послал мяч мимо вратаря «Энджинирс» Уильяма Мерримана, но гол не был засчитан, поскольку перед тем, как Олкок получил мяч, Чарльз Вулластон подыграл себе рукой. Игроки «Уондерерс» продолжали наносить один за другим удары по воротам «инженеров», но Мерриман отбивал их все. Одна газета назвала потом его навыки «отменными». Несмотря на то, что на последних минутах матча «Ройал Энджинирс» всё-таки создал несколько моментов, «Уондерерс» одержал победу с минимальным счётом — 1:0. Газета The Field назвала этот финал «самым быстрым и сложным матчем на Овале»; также было отмечено, что «Уондерерс» продемонстрировал свою лучшую игру, как индивидуальную, так и командную, и это было «лучшей игрой в истории футбола на тот момент».

### Отчёт о матче
| Уондерерс | 1:0     | Ройал Энджинирс |
| --------- | ------- | --------------- |
| Беттс 15′ | (отчёт) |                 |

| Уондерерс | Ройал Энджинирс |

| Уондерерс: (1—1—8) |  |                       |
|                    |  |                       |
| Вр                 |  | Реджиналд Кортни Уэлч |
| Защ                |  | Эдгар Лаббок          |
| Хав                |  | Альберт Томпсон       |
| Нап                |  | Чарльз Уильям Олкок   |
| Нап                |  | Эдвард Боуэн          |
| Нап                |  | Александер Бонсор     |
| Нап                |  | Мортон Беттс          |
| Нап                |  | Уильям Крейк          |
| Нап                |  | Томас Хуман           |
| Нап                |  | Уолпол Вайдал         |
| Нап                |  | Чарльз Вулластон      |

| Ройал Энджинирс: (2—1—7) |  |                              |
|                          |  |                              |
| Вр                       |  | Капитан Уильям Мерриман      |
| Защ                      |  | Капитан Фрэнсис Мариндин     |
| Защ                      |  | Лейтенант Джордж Эддисон     |
| Хав                      |  | Лейтенант Алфред Гудуин      |
| Нап                      |  | Лейтенант Хью Митчелл        |
| Нап                      |  | Лейтенант Эдмунд Кресуэлл    |
| Нап                      |  | Лейтенант Генри Ренни-Тейлер |
| Нап                      |  | Лейтенант Генри Рич          |
| Нап                      |  | Лейтенант Герберт Мьюирхед   |
| Нап                      |  | Лейтенант Эдмунд Коттер      |
| Нап                      |  | Лейтенант Адам Богл          |

| Помощники судьи Дж. Х. Гиффард K. Керкпатрик |

| Регламент матча - 90 минут основного времени. - 30 минут дополнительного времени в случае необходимости. - Переигровка матча, если счёт остаётся ничейным. - Замены не предусмотрены. |

## После матча
Футболисты «Уондерерс» получили Кубок из рук президента Футбольной ассоциации Англии мистера Эбенезера Кобба Морли на ежегодном ужине в ресторане Pall Mall на Чаринг-Кросс 11 апреля 1872 года. Также Футбольная ассоциация Англии раздала игрокам «Уондерерс» значки победителей и золотые медали. В качестве действующего победителя турнира «Уондерерс» стартовал в следующем сезоне Кубка Англии со стадии финала, что также было прописано в первых правилах; это был единственный раз, когда это правило было применено.
В 1938 году газета The Times опубликовала статью о Томасе Хумане, в которой утверждалось, что единственный гол в игре забил вовсе не Мортон Беттс, а именно Хуман. В подтверждение этому в The Times было приведено интервью с самим Хуманом, в котором он опроверг факт того, что Беттс забил тот мяч. Но это не изменило мнения представителей других газет и журналов, считающих автором гола именно Беттса.
В 2010 году единственная сохранившаяся медаль победителя этого турнира была продана на аукционе в Лондоне. Она была куплена ювелиром в 1950-е годы; её владелец сделал медаль частью домашнего убранства и планировал продать её за 50 тысяч фунтов, однако медаль была куплена Профессиональной футбольной ассоциацией за 70,5 тыс. фунтов.
7 ноября 2012 года прошёл памятный матч между современными командами «Уондерерс» и «Ройал Энджинирс» на стадионе «Кеннингтон Овал». Результат той игры стал абсолютной противоположностью матча 1872 года: «Ройал Энджинирс» разгромил «Уондерерс» со счётом 7:1.